# 瓦迪姆·加布佐夫
瓦迪姆·加布佐夫（Vadim Garbuzov，1987年5月8日—）是乌克兰裔加拿大和奥地利舞蹈家、演员和编舞家。他是2012年和2014年奥地利电视节目《Dancing Stars》的優勝者，也是2015年至2017年拉丁舞和标准舞专业世界冠军

## 传记
瓦迪姆·加布佐夫于1987年5月8日出生在乌克兰哈尔科夫。1994年，他父母移民至加拿大，在他七岁时就他带去温哥华舞蹈学校。在接下来的几年里，他经常在哈尔科夫和温哥华之间旅行，他在两个城市上了中学和参加舞蹈训练。
2003年，瓦迪姆·加布佐夫和他的舞伴纳迪亚·德亚特洛瓦获得了加拿大青年锦标赛拉丁舞冠軍，2004年又在标准舞中获胜。
在同一年，他开始与一个新的合作伙伴凯瑟琳·门森格（Kathrin Menzinger）一起跳舞。 2005年，他进入安特卫普世界青年十大杯决赛。2006年，在转向成人組之后，他成为奥地利十大舞蹈冠军，并在莫斯科进入了世界十大舞蹈锦标赛的半决赛。
2007年，获得了加拿大公民身份，加布佐夫还被授予奥地利公民身份。2008年，他毕业于哈尔科夫州立体育文化学院舞蹈学院。
2009年，他再次与凯瑟琳·门森格配对，并于2010年进入明斯克举办的欧洲十大舞蹈杯决赛。
2011年，瓦迪姆·加布佐夫作为一个职业舞者参与了电视节目主持人阿方斯·海德主持的《跳舞之星》第六季，开始了电视直播。在另一個《与明星跳舞》的电视節目，他与另一个男人跳舞。在同一年，与他的競賽伙伴凯瑟琳·门齐杰一起，瓦迪姆·加布佐夫在奥地利ORF第一台的电视节目中演出，这使他作为一个舞蹈演员表演者进入了互联网电影数据库（IMDB）。2012年和歌手佩特雷·弗雷（Petra Frey）合作，加布佐夫赢得了《跳舞之星》的第七赛季。
自2012年以来，瓦迪姆·加布佐夫和凯瑟琳·门森格已经定期参加了世界舞蹈类锦标赛。2012年9月，在北京，他们成为世界自由式拉丁舞锦标赛的决赛入围者。 2013年初，瓦迪姆·加布佐夫和凯瑟琳·门森格成为世界舞蹈联合会的专业舞者。在梅拉诺举行的第一场专业比赛中，他们在自由式拉丁舞世界杯中排名第四。 2014年在维也纳，他们在欧洲职业舞蹈锦标赛中排名第二。
在2014年的《舞蹈之星》第九季，加布佐夫第二次获得胜利，当时他和奥地利演员罗克珊·拉普合作。在同一年，他参加了维也纳管弦乐团的新年音乐会，与舞伴凯瑟琳·门森格一起，在维也纳金色大厅表演了著名的《蓝色多瑙河》华尔兹，全球超过5,000万的电视观众观看了轉播。
2014年10月，瓦迪姆·加布佐夫和凯瑟琳·门森格在世界职业自由式拉丁舞锦标赛中排名第二。 2014年11月，他们在德累斯顿成为欧洲拉丁舞冠军。12月，他们在萨洛职业世界锦标赛的标准舞中，在13对组合中獲得第二名。
2015年6月，瓦迪姆·加布佐夫和凯瑟琳·门森格成为拉丁舞专业秀舞蹈的世界冠军。同年11月，他们成为职业标准舞的世界冠军。
2015年，瓦迪姆·加布佐夫参加了德国RTL电视台《Let's Dance》的第八个赛季，与德国女演员Beatrice Richter配对。2016年，他參與了这个节目的第九个賽季，配合德国女演员弗兰齐斯卡·特拉布和索哈·柯彻贝格。
2016年3月，瓦迪姆·加布佐夫和和凯瑟琳·门森格赢得欧洲职业冠军锦标赛获得冠军。同年9月，他们获得了WDSF PD欧洲锦标赛拉丁舞冠军。2017年4月，他们經由一次专业的拉丁舞表演後再次獲得世界冠军頭銜。

## 照片集

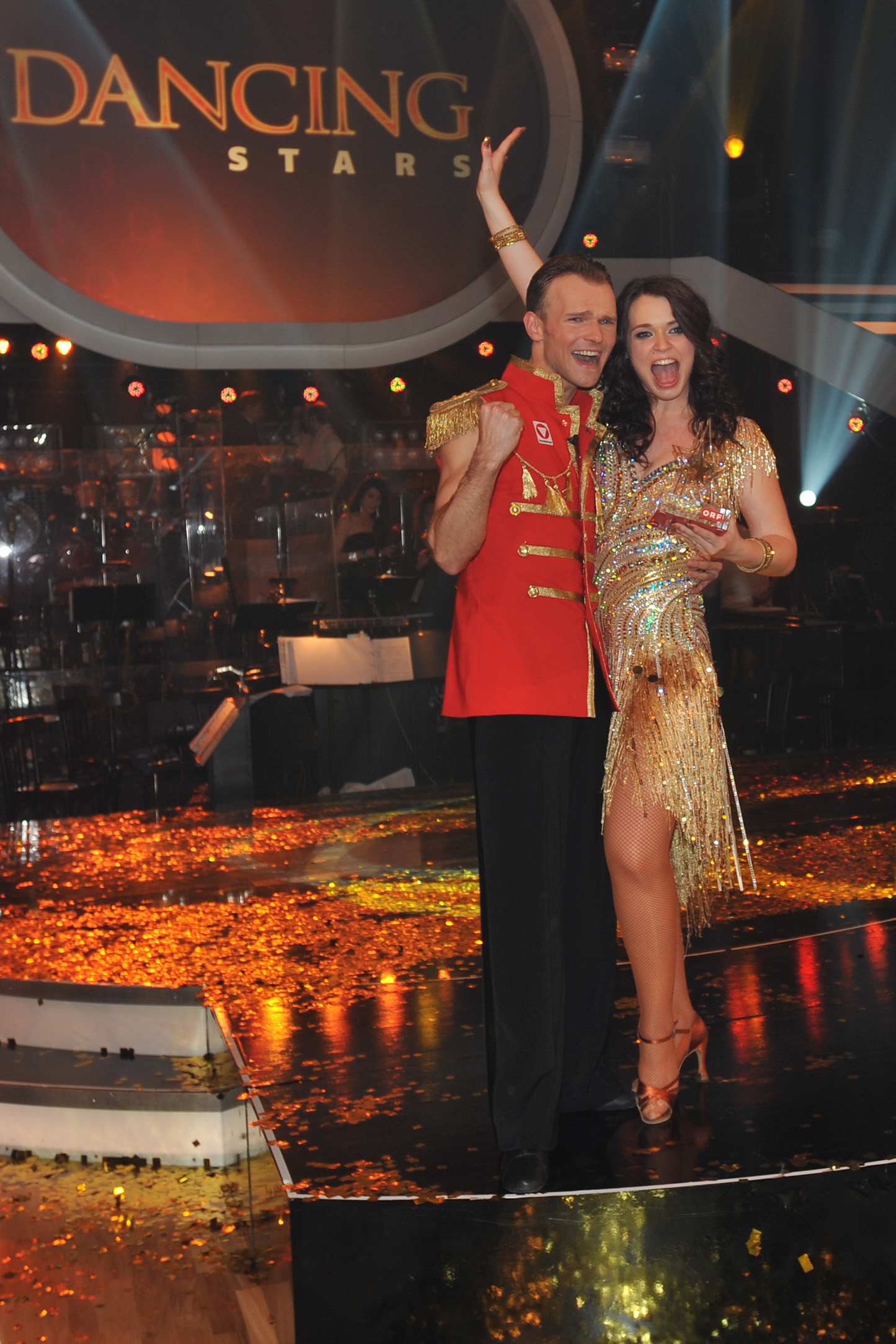
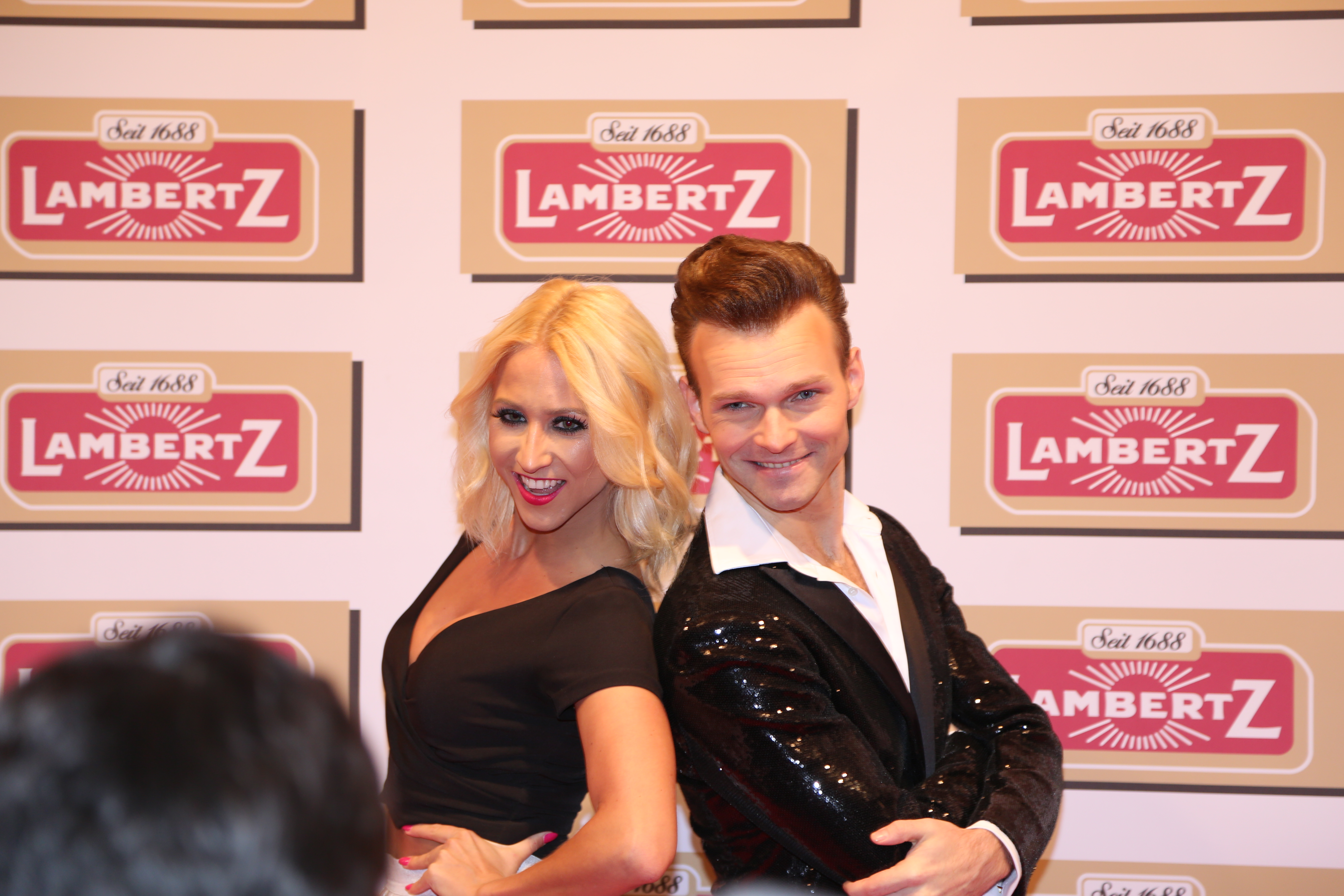
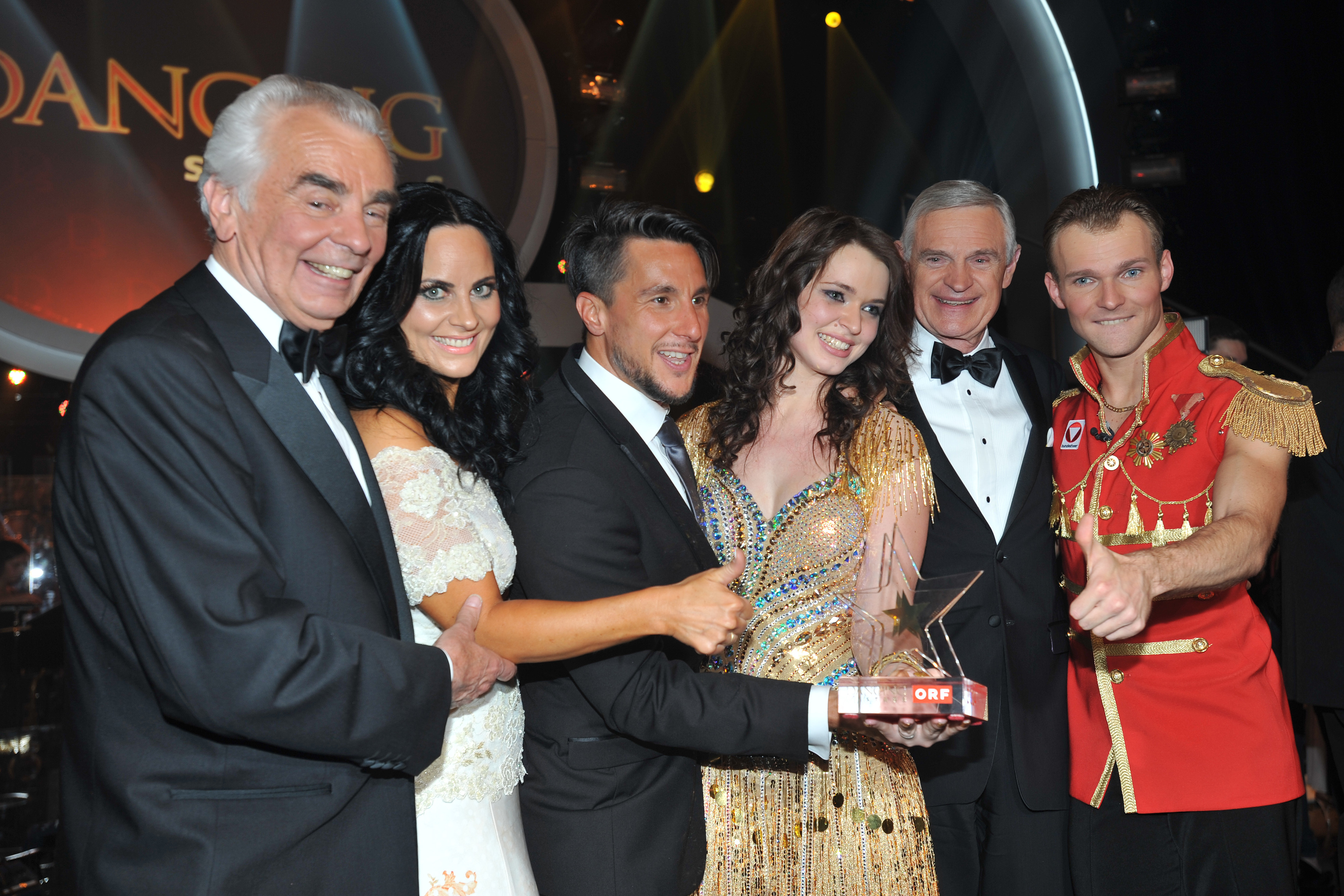
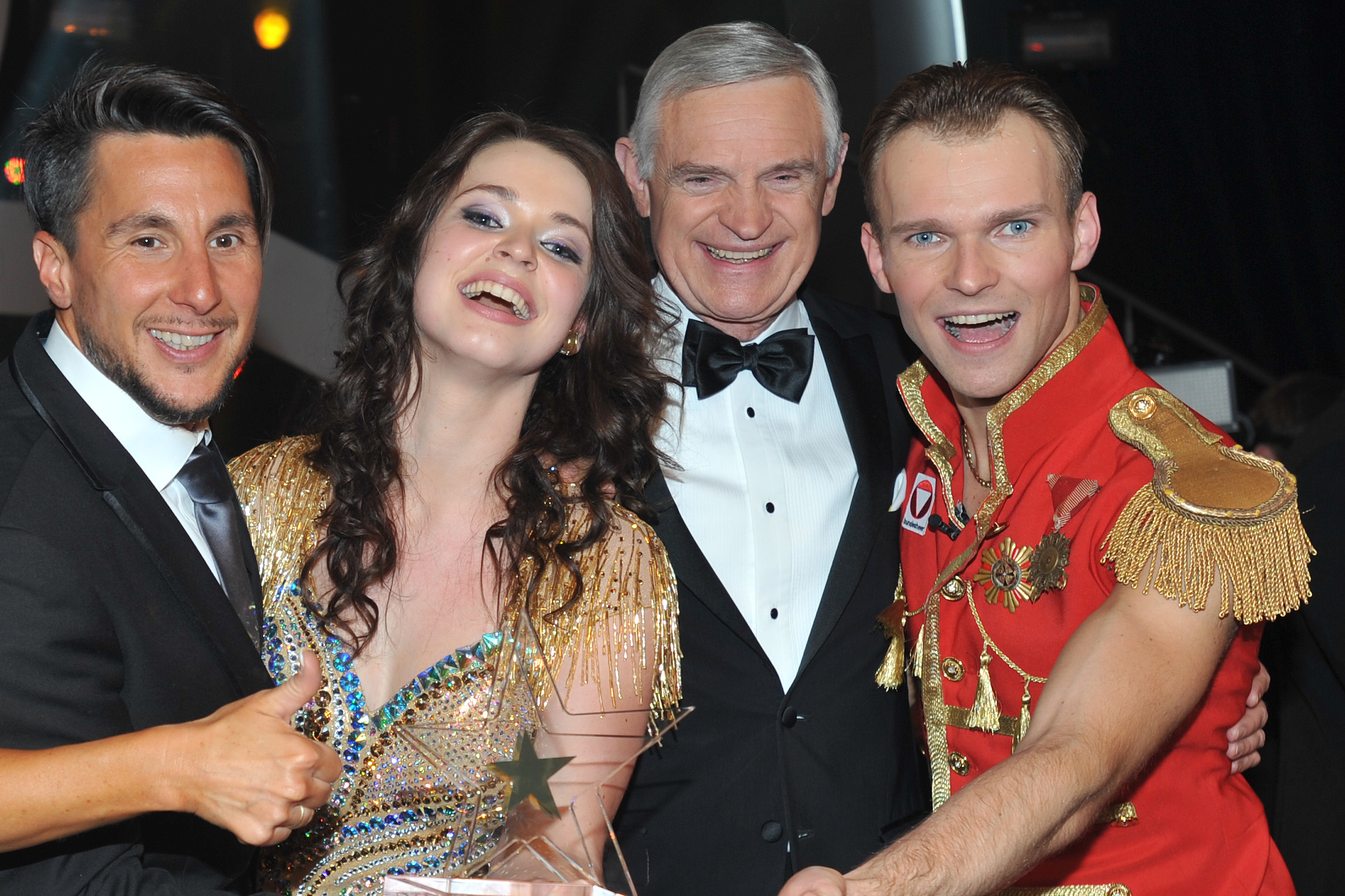
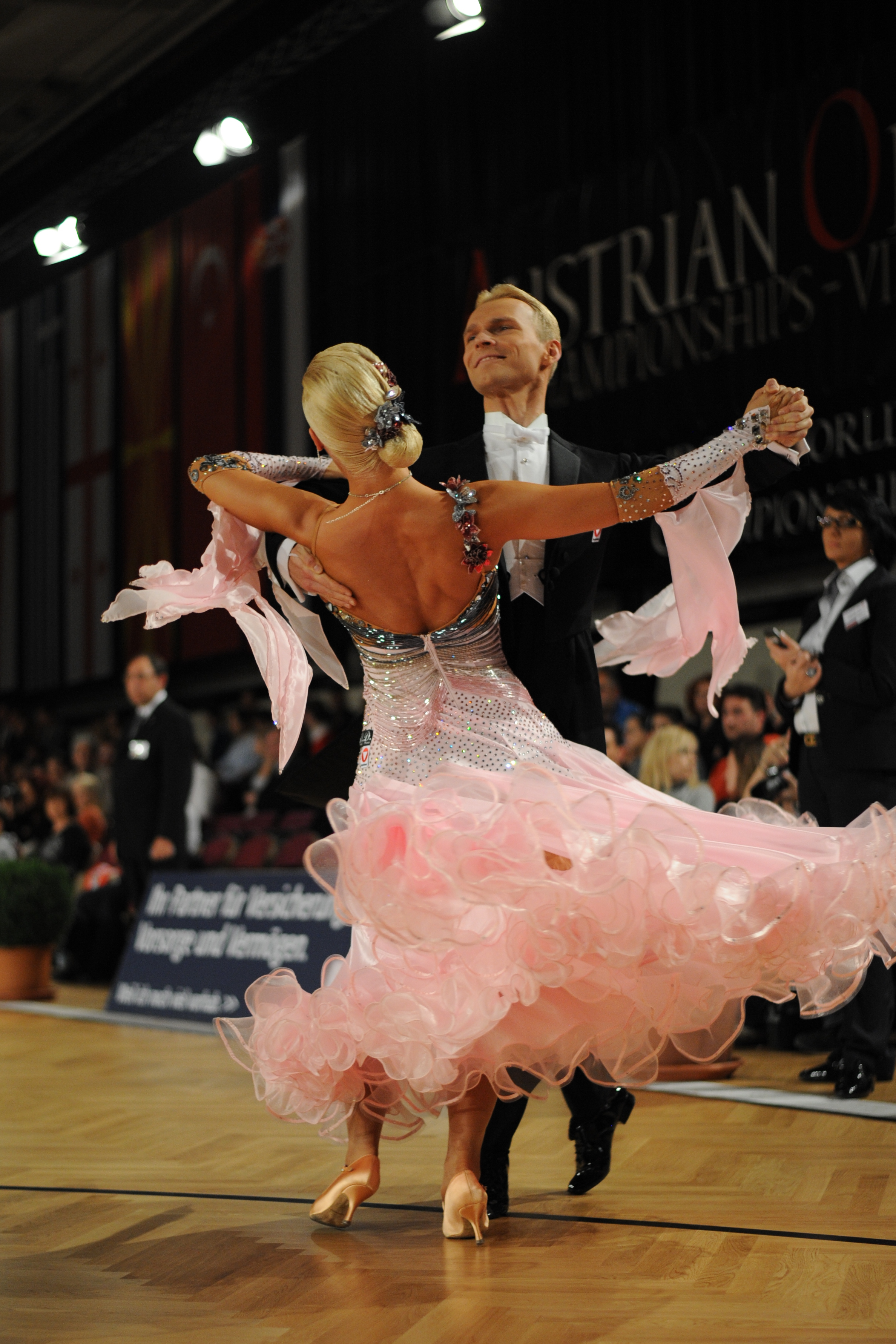

## 成就
- 2003年加拿大青年拉丁舞锦标赛冠军
- 2004年加拿大青年标准舞冠军
- 2005年世界青年十大冠军决赛入围者
- 2006年奥地利十大舞蹈冠军
- 2006年世界十大舞蹈冠军半决赛
- 2010年欧洲杯十大决赛入围者
- 2014年欧洲拉丁舞锦标赛冠军
- 2014年世界拉丁舞和标准舞蹈冠军
- 2014年欧洲舞蹈标准奖
- 2015年拉丁舞世界冠军
- 2015年世界舞蹈标准世界冠军
- 2016年标准舞欧洲冠军
- 2016年拉丁舞欧洲冠军